# ایرج کاظمی
ایرج کاظمی (زاده ۱۳ اکتوبر ۱۹۸۷، کابل، افغانستان) یک خواننده و ترانه‌سرا اهل افغانستان و ساکن فرانکفورت است.

## زندگی‌نامه
ایرج در سال ۱۹۸۷ در کابل متولد شد. او فعالیت هُنری خود را در زمینهٔ موسیقی در سن ۸ سالگی در هند ابتدا با نواختن پیانو و سپس کارش را به عنوان آهنگ ساز (موزیک دایرکتر) و آوازخوان در چند فیلم افغانی و چند سریال هندی آغاز کرد.
ایرج کنسرت‌های زیادی در فرانکفورت، دُبی و شهرهای اروپا برگزار کرده که معروف‌ترین آنها کنسرت مشترک وی با فرهاد دریا در سال ۲۰۱۴ در لندن بوده‌است.